# Karl Shuker
Karl P.N. Shuker (ur. 1959) – brytyjski zoolog. Pracuje jako niezależny autor i konsultant, specjalizując się w kryptozoologii. Regularnie odbywa podróże zagraniczne, pojawia się często w programach radiowych i telewizyjnych. Michael Newton powiedział: „Shuker jest dzisiaj rozpoznawalny na całym świecie jako autor i naukowiec, którego przedmiotem zainteresowania są wszystkie aspekty zwierzęcego życia i niewyjaśnione fenomeny. Jawi się jako naukowy spadkobierca i kontynuator Bernarda Heuvelmansa”.
Ukończył zoologię na Uniwersytecie w Leeds oraz zoologię i fizjologię porównawczą na Uniwersytecie w Birmingham. Jest członkiem wielu naukowych i autorskich stowarzyszeń. Shuker jest autorem setek artykułów i trzynastu książek. Jest konsultantem w sprawach zoologii dla Księgi Rekordów Guinnessa. Gatunki kolczugowców (Loricifera), Pliciloricus shukeri, zawdzięczają mu swoją nazwę.

## Książki
- Mystery Cats of the World, (1989)
- Extraordinary Animals Worldwide, (1991)
- The Lost Ark: New and Rediscovered Animals of the 20th Century, (1993)
- Dragons - A Natural History (1995)
- In Search of Prehistoric Survivors, (1995)
- The Unexplained, (1996); Zjawiska nie wyjaśnione (Warszawa, 1998)
- From Flying Toads To Snakes With Wings, (1997)
- Mysteries of Planet Earth, (1999); Tajemnicze zjawiska na planecie Ziemia (Bertelsmann, 2001)
- The Hidden Powers of Animals, (2001); Niezwykłe zwierzęta (Warszawa, 2003)
- The New Zoo: New and Rediscovered Animals of the Twentieth Century, (2002)
- The Beasts That Hide From Man, (2003)
- Extraordinary Animals Revisited, (2007)
- Dr Shuker's Casebook, (2008)

## Konsultant / Udział autorski
- Man and Beast (1993)
- Secrets of the Natural World (1993)
- Almanac of the Uncanny (1995)
- The Guinness Book of Records/Guinness World Records; Księga rekordów Guinnessa (1997 - )
- Mysteries of the Deep (1998)
- Guinness Amazing Future (1999)
- The Earth (2000)
- Monsters (2001)
- Chambers Dictionary of the Unexplained (2007)